# Gimnàstica als Jocs Olímpics d'estiu de 1928
Als Jocs Olímpics de 1928 celebrats a la ciutat d'Amsterdam (Països Baixos) es disputaren vuit proves de gimnàstica. Per primera vegada a la història s'obrí la competició en la categoria femenina, si bé aquesta només pogué competir en una categoria.

## Nacions participants
| - Estats Units (8) - Finlàndia (8) - França (20) - Hongria (20) - Itàlia (20) - Iugoslàvia (8) |  | - Luxemburg (8) - Països Baixos (20) - Regne Unit (20) - Suïssa (8) - Txecoslovàquia (8) |

## Resum de medalles

### Categoria femenina
| Prova                              | Or | Plata | Bronze |
| Concurs complet per equips detalls | Països BaixosEstella Agsteribbe · Jacomina van den Berg · Alida van den Bos · Petronella Burgerhof · Elka de Levie · Helena Nordheim · Ans Polak · Petronella van Randwijk · Hendrika van Rumt · Jud Simons · Jacoba Stelma · Anna van der Vegt | ItàliaBianca Ambrosetti · Lavinia Gianoni · Luigina Giavotti · Virginia Giorgi · Germana Malabarba · Clara Marangoni · Luigina Perversi · Diana Pizzavini · Luisa Tanzini · Carolina Tronconi · Ines Vercesi · Rita Vittadini | Regne UnitAnnie Broadbent · Lucy Desmond · Margaret Hartley · Amy Jagger · Isabel Judd · Jessie Kite · Marjorie Moreman · Edith Pickles · Ethel Seymour · Ada Smith · Hilda Smith · Doris Woods |

## Medaller
| Posició | País           | Or | Argent | Bronze | Total |
| 1       | Suïssa         | 5  | 2      | 2      | 9     |
| 2       | Txecoslovàquia | 1  | 3      | 1      | 5     |
| 3       | Iugoslàvia     | 1  | 1      | 3      | 5     |
| 4       | Països Baixos  | 1  | 0      | 0      | 1     |
| 5       | Itàlia         | 0  | 2      | 0      | 2     |
| 6       | Finlàndia      | 0  | 0      | 1      | 1     |
| 6       | Regne Unit     | 0  | 0      | 1      | 1     |